# Sajdak (łucznictwo)

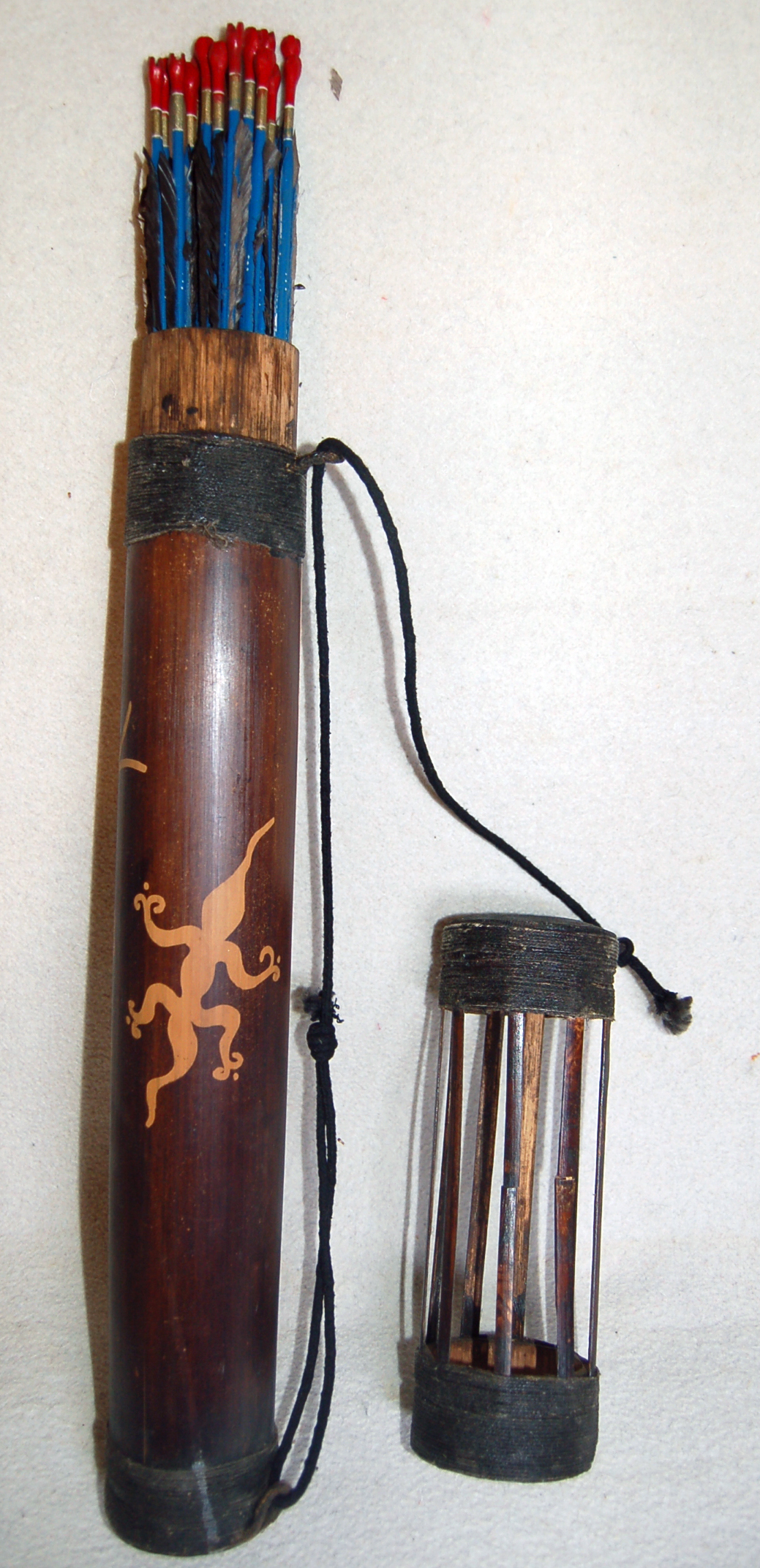
Kołczan

Sajdak, sahajdak – wyposażenie łucznika służące do przenoszenia łuku i strzał.
Na sajdak składa się:
- łubia – futerał na łuk
- kołczan – futerał do przechowywania strzał do łuku, mieścił ich przeciętnie 24 szt.

W historiografii polskiej, nazwy łubia i sajdak często bywają używane dla odróżnienia typu futerałów na łuk (polskiego i turecko-tatarskiego).
Łubia i kołczany wykonywane były najczęściej z brązowych skór wyprawionych na zamsz z wytłaczanymi ornamentami. Dodatkowo zdobione były złotym haftem oraz srebrnymi, mosiężnymi lub złoconymi elementami. Łubia i kołczany wykonywano również z lipowych deseczek i pokrywano aksamitem, następnie zdobiono haftem i metalowymi okuciami. Często umieszczano na nich monogramy i herby.